# Alojz Ternar
Alojz Ternar, slovenski častnik, * 1957.
Polkovnik Ternar je pripadnik SV.

## Vojaška kariera
- načelnik Odseka za ZO, GŠSV (2001)